# Monumento a Napoleone III
Il monumento a Napoleone III e all'Esercito Francese è un monumento commemorativo, opera dello scultore Francesco Barzaghi (1839-1892), posto nel Parco Sempione di Milano. Sulla sommità è posta una statua equestre di Napoleone III, mentre sul sottobasamento sono riportati i nomi di caduti francesi nella Seconda guerra d'indipendenza italiana.
Nascosto nel verde, il monumento è oggi poco visibile, nonostante la rilevanza storica e nonostante le decennali diatribe politiche per la sua realizzazione. Commissionato dall'amministrazione comunale milanese nel 1873 alla morte di Napoleone III per ricordare il contributo dell'alleato francese, incontrò una decisa opposizione politica che ne ostacolò il completamento; i radicali ritenevano che non si dovesse celebrare colui che aveva contribuito alla morte di garibaldini nella battaglia di Mentana (3 novembre 1867). La statua, relegata a lungo nel cortile del Palazzo del Senato, trovò una collocazione definitiva solo nel 1927 quando il monumento fu montato nella posizione attuale.

## Storia

### Un monumento contestato

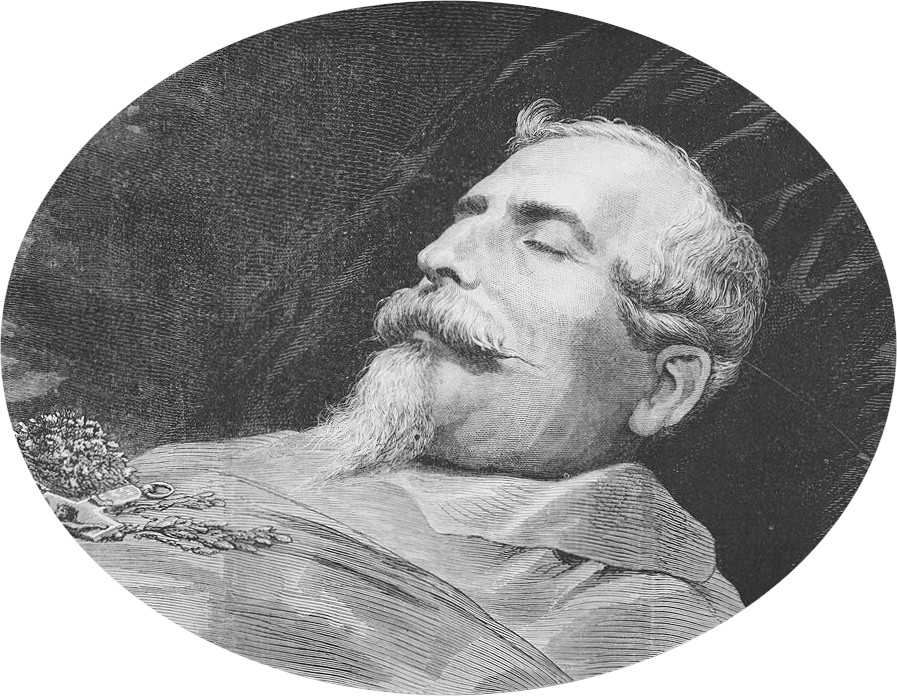
Napoleone III sul letto di morte

Il 9 gennaio 1873 morì Carlo Luigi Napoleone Bonaparte, in precedenza imperatore francese con il nome di Napoleone III, esiliato in Inghilterra dopo la sconfitta di Sedan del 1870.
Due giorni dopo il Consiglio comunale di Milano ricordò «con profonda gratitudine che dopo la vittoria di Magenta, la Città nostra Lo accolse liberatore del dominio straniero». Il riferimento era al ruolo sostanziale avuto dall'imperatore francese nella sconfitta dell'Impero austriaco in quanto alleato nel 1859 di Vittorio Emanuele II di Savoia durante la seconda guerra d'indipendenza; dopo la battaglia di Magenta, i due sovrani entrarono trionfalmente a Milano dall'Arco della Pace (8 giugno) tra le acclamazioni della folla. La guerra si concluse con l'armistizio di Villafranca (11-12 luglio) dopo la battaglia di Solferino e San Martino; l'armistizio, che prevedeva la cessione al Regno di Sardegna solo della Lombardia (Mantova esclusa), anziché dell'intero Regno Lombardo-Veneto, fu considerato da alcuni come un tradimento da parte francese rispetto a quanto previsto dagli accordi di alleanza.

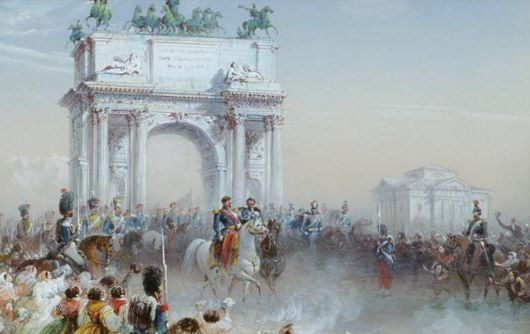
Raffigurazione dell'ingresso a Milano nel 1859
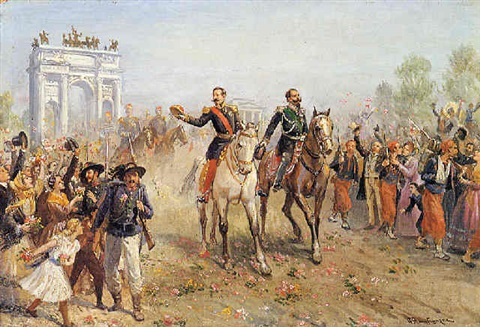
Raffigurazione dell'ingresso a Milano nel 1859
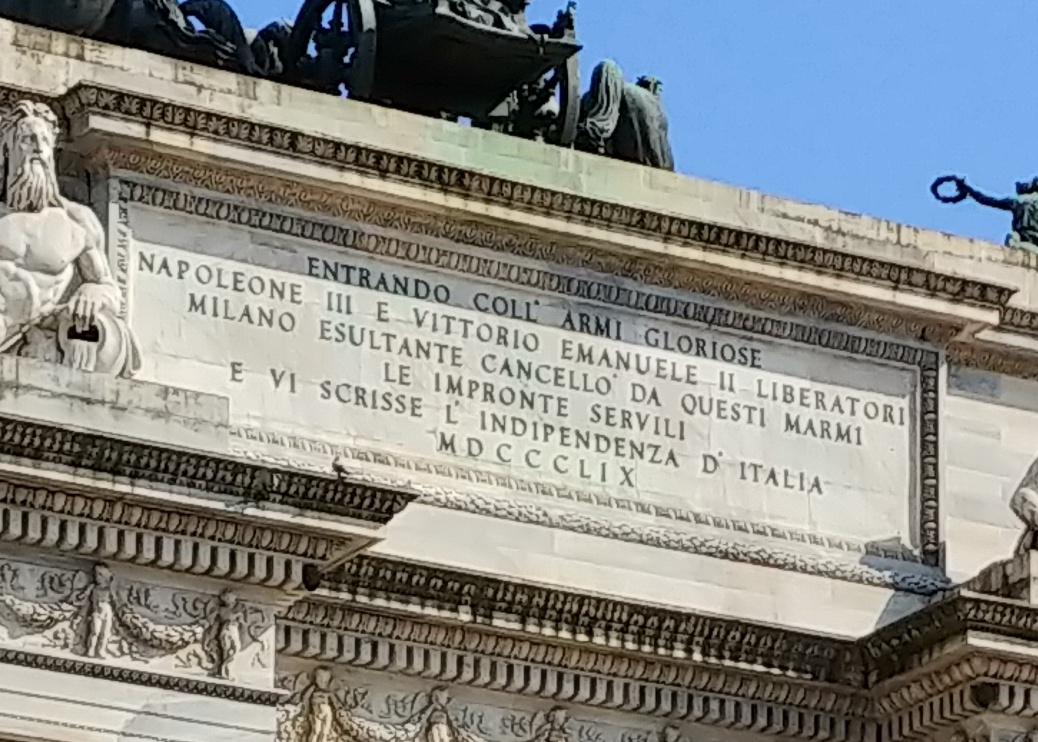
Iscrizione sull'Arco della Pace a ricordo del 1859

A Firenze si recuperò un decreto del 23 settembre 1859 del governo provvisorio di Bettino Ricasoli per la realizzazione di «due statue equestri in bronzo che rappresentino una il Re Vittorio Emanuele, l'altra l'imperatore Napoleone III da collocarsi in Firenze».
Già l'11 gennaio La Perseveranza, periodico moderato, rivendicò a Milano la realizzazione di un monumento nazionale. Venne così subito aperta una sottoscrizione presso il giornale e in pochissimi giorni furono raccolte più di 60.000 lire.
( Napoleone III, in La Perseveranza, 11 gennaio 1873.)
Votazioni di cordoglio si ebbero alla Camera e al Senato, così come da parte di numerosi altri enti.
[...]

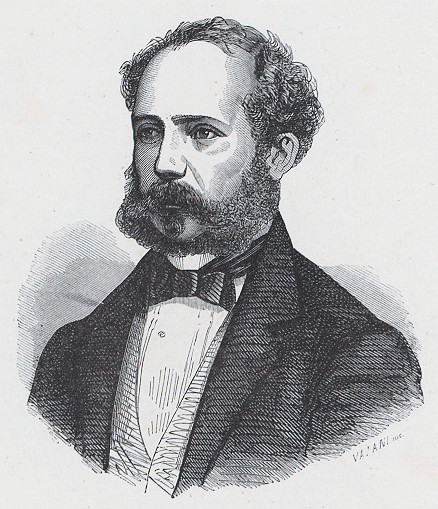
Antonio Beretta, senatore ed ex sindaco di Milano

Senatore BERETTA. Come Milanese, io credo farmi interprete dei miei concittadini nel rendere grazie all'onorevole Presidente del Consiglio per le generose parole che ha rivolte alla Città di Milano. Milano era in debito di manifestare il sentimento di gratitudine da cui fu compresa tutta la popolazione italiana, per la magnanima intrapresa di Napoleone III. Milano fu la prima a sentirne l'immediato benefizio, e quindi era giusto che da lei partisse la patriottica iniziativa per un monumento alla sua memoria. Devo poi ringraziare nello stesso tempo tutte le altre città, le quali già manifestarono il pensiero di associarsi a Milano, per compiere più degnamente quest'opera che debbe eternare in Italia il nome di Napoleone III.»
(Discussione in Senato del 15 gennaio 1873)
A favore del monumento si aggiunsero le sottoscrizioni aperte da Il Pungolo, dal Corriere di Milano e dalla Lombardia. Sorse però subito un'opposizione, principalmente di stampo garibaldino, alla glorificazione di Napoleone III, accusato di essersi opposto all'unificazione nazionale sia con l'armistizio di Villafranca sia con l'eccidio di patrioti italiani nella battaglia di Mentana.
(Gazzettino Rosa, 12 gennaio 1873)
La Gazzetta di Milano, Il Secolo, La Voce del Popolo e il Gazzettino Rosa iniziarono perciò una sottoscrizione per un altro monumento dedicato ai caduti nella battaglia di Mentana.

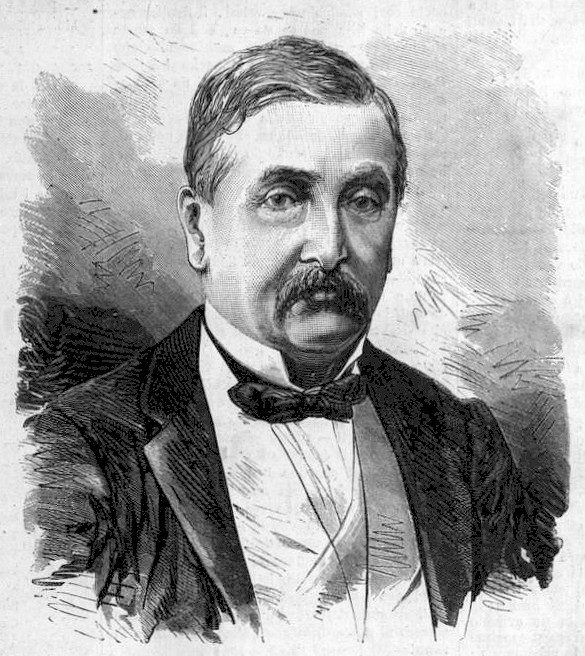
Il sindaco Bellinzaghi in una stampa del 1875

Il sostegno di pubbliche amministrazioni al monumento a Napoleone III provocò il 28 gennaio 1873 un'interrogazione parlamentare di Giuseppe Lazzaro, che riteneva si trattasse di un atto politico non ammissibile dalla legge; Giovanni Lanza, come ministro dell'Interno, dichiarò di non ritenerli atti politici e di non avere intenzione di annullare tali decisioni. Ci furono interventi di protesta di Francesco Crispi, Giovanni Nicotera, Agostino Bertani, Giorgio Asproni, Luigi Miceli e Riccardo Sineo.
Il 14 febbraio il Comune di Milano istituì una commissione municipale per il monumento presieduta dal sindaco Giulio Bellinzaghi e composta da Giuseppe Balzaretto, Giberto Borromeo, senatore Luigi Barbiano di Belgioioso, senatore Antonio Beretta, Pietro Brambilla, Gian Pietro Cicogna Mozzoni, senatore Carlo d'Adda, Emilio Dragoni, Lorenzo Litta Modignani, generale Luigi Pedroli, Nicolò Pirovano, Carlo Prinetti, Alessandro Porro, Lodovico Trotti Bentivoglio; la commissione si sarebbe occupata della parte tecnica, mentre il Comune avrebbe gestito la parte economica e avrebbe stabilito il luogo dove collocare il monumento.
Le sottoscrizioni per il monumento all'imperatore giunsero da più parti d'Italia; il Consiglio comunale di Firenze richiese che «insieme al fu Imperatore Napoleone III sia onorato in quel monumento l'Esercito Francese da Lui condotto in Italia a propugnare la nostra indipendenza». Ci furono contributi da numerose personalità dell'epoca come Giuseppe Verdi, Alessandro Manzoni, Gino Capponi, Marco Minghetti, Giuseppe Sirtori, Silvio Spaventa, Guglielmo Berchet, Antonio Fogazzaro, Francesco Hayez e Pasquale Villari. Verdi fu duramente criticato da Francesco Domenico Guerrazzi per l'appoggio dato al monumento.
(Lettera di Giuseppe Verdi a Opprandino Arrivabene, 22 marzo 1873)

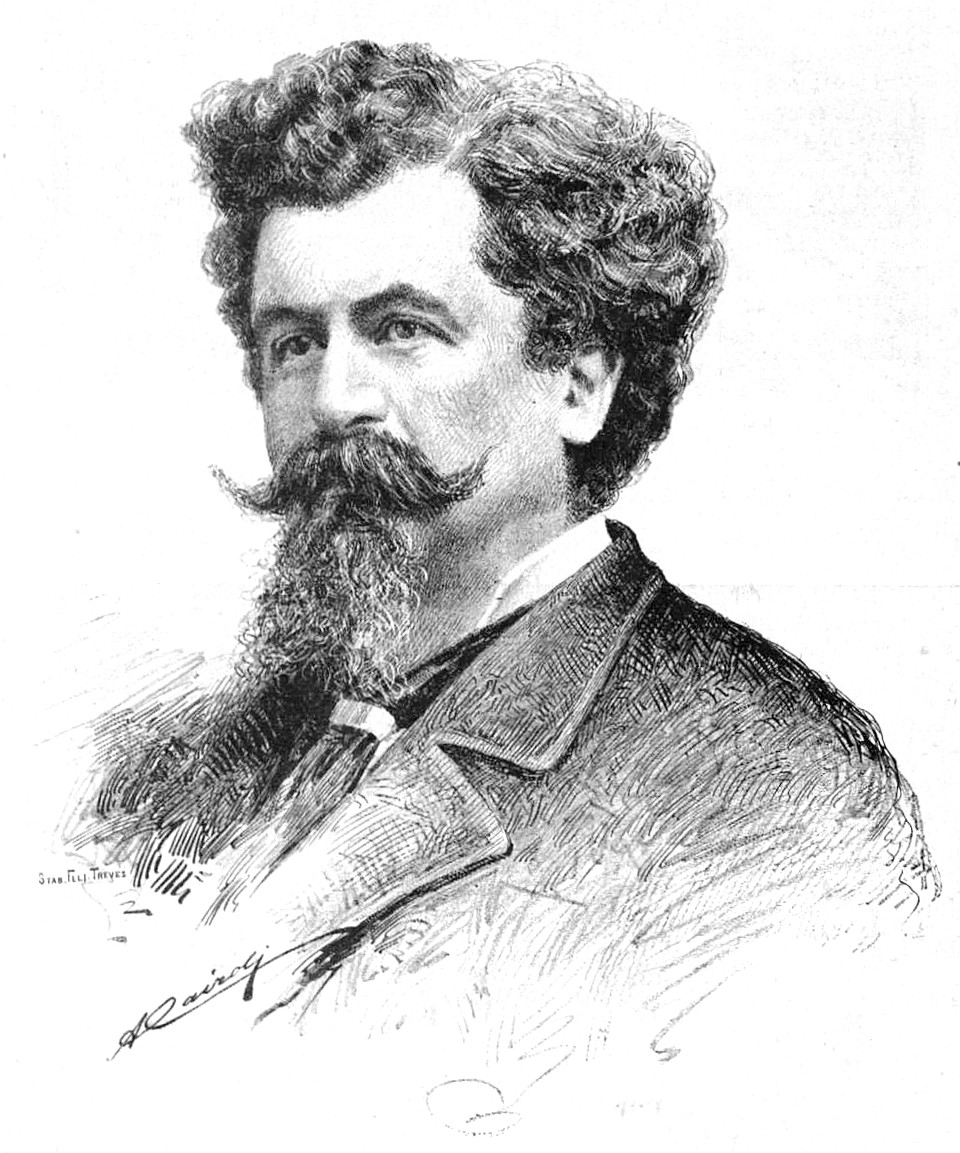
Lo scultore Barzaghi in una stampa del 1886

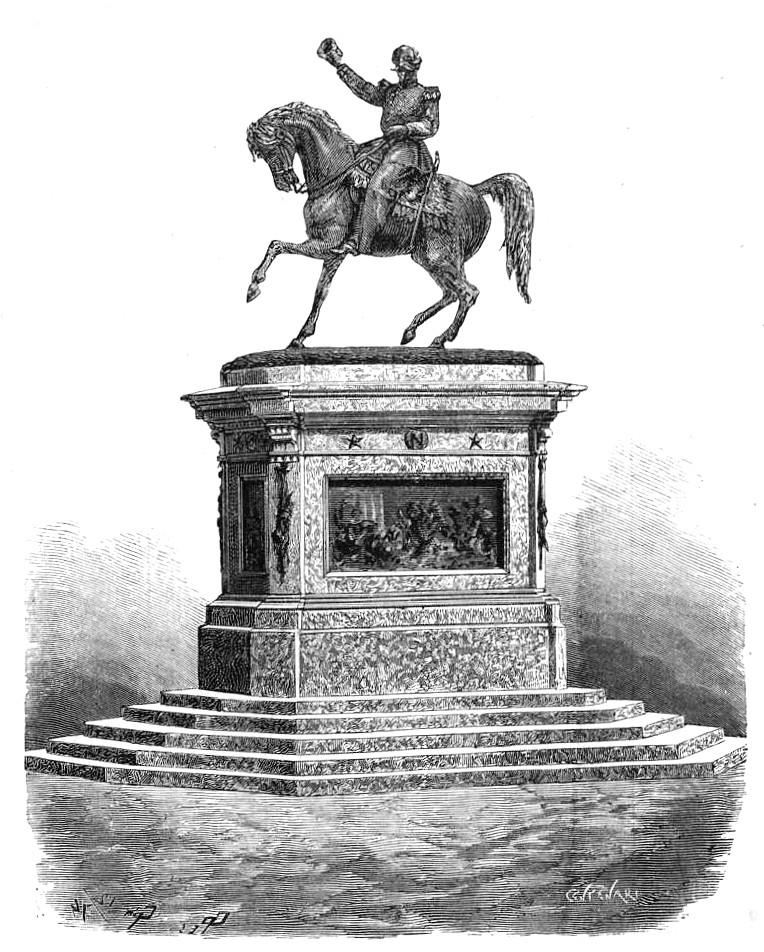
Bozzetto della prima versione senza sottobasamento, 1874

A giugno la commissione si mise all'opera. Il giorno 3 stabilì di avere un monumento con al centro una statua equeste e di porlo nello spazio tra la Villa Reale ed i giardini pubblici. Il giorno 19 scelse per la realizzazione lo scultore Francesco Barzaghi; non ci fu un concorso, ma Carlo D'Adda suggerì agli altri membri di avvalersi di Giulio Monteverde o di Barzaghi e quest'ultimo fu preferito. Scultore prolifico, in seguito fu autore di altri monumenti dedicati a personaggi pubblici; a Milano realizzò, tra gli altri, i monumenti ad Alessandro Manzoni (1883) in piazza San Fedele, a Francesco Hayez (1890) in piazzetta Brera e a Luciano Manara (1894, inaugurato dopo la morte dell'autore) ai Giardini di Porta Venezia.
Nel 1874 fu approvato uno dei modelli presentati alla commissione.
(Da un articolo del settembre 1874)
Barzaghi completò il modello della statua equestre nel 1879, fusa poi in bronzo nel 1880. Impegnato poi nei lavori per altre statue non si occupò più dei due bassorilievi da porre ai lati del basamento (per i quali aveva già realizzato un bozzetto), ma ne affidò la realizzazione allo scultore Antonio Bezzola.
La sottoscrizione continuò fino al 14 ottobre 1880 e in totale vennero raccolte più di 170.000 lire.
| Suddivisione                          | Importo    |
| ------------------------------------- | ---------- |
| Milano (o sconosciuta)                | 86 864,62  |
| Toscana                               | 17 588,25  |
| Veneto                                | 17 414,30  |
| Lombardia (esclusa Milano)            | 15 366,03  |
| Napoletano                            | 12 464,00  |
| Emilia e Romagna                      | 9 673,21   |
| Piemonte                              | 6 572,75   |
| Marche ed Umbria                      | 2 974,00   |
| Lazio                                 | 2 743,50   |
| Istriano, Goriziano, Trentino         | 1 745,00   |
| Ginevra, Lione, Vienna, Parigi, Cairo | 1 221,75   |
| Liguria                               | 231,00     |
| Sardegna e Sicilia                    | 28,00      |
|                                       |            |
| Totale sottoscrizioni                 | 174 886,41 |

Nel frattempo il monumento dedicato ai Caduti di Mentana era stato completato e venne inaugurato il 3 novembre 1880 alla presenza di Garibaldi; quello  «che doveva essere per così dire un correttivo, ebbe a tramutarsi in segnacolo di opposizione e di ostilità», perché secondo i radicali la città che onorava i caduti di Mentana non poteva onorare anche il loro «assassino».

### L'Esposizione del 1881 e la mancata realizzazione

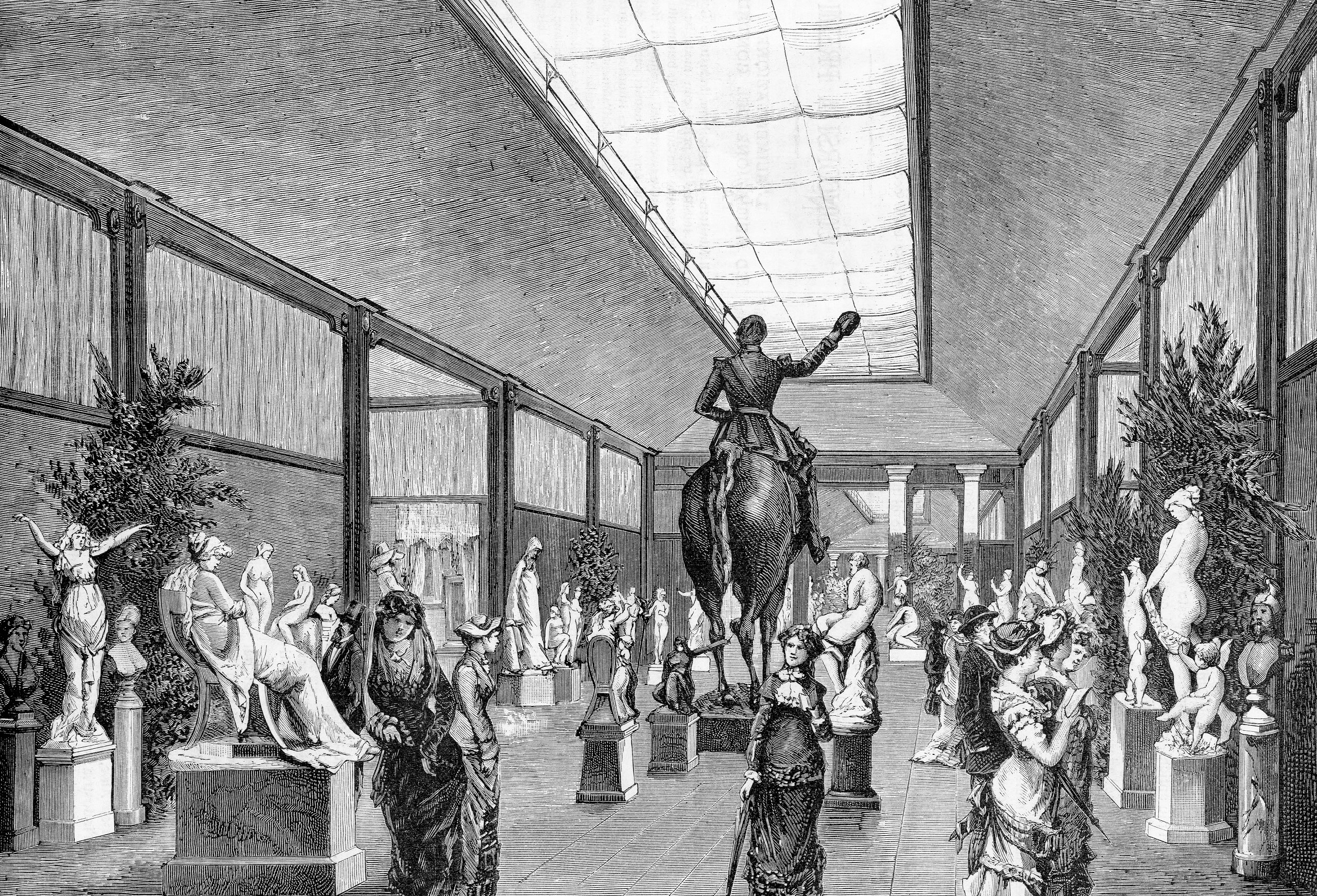
La statua all'Esposizione nazionale del 1881

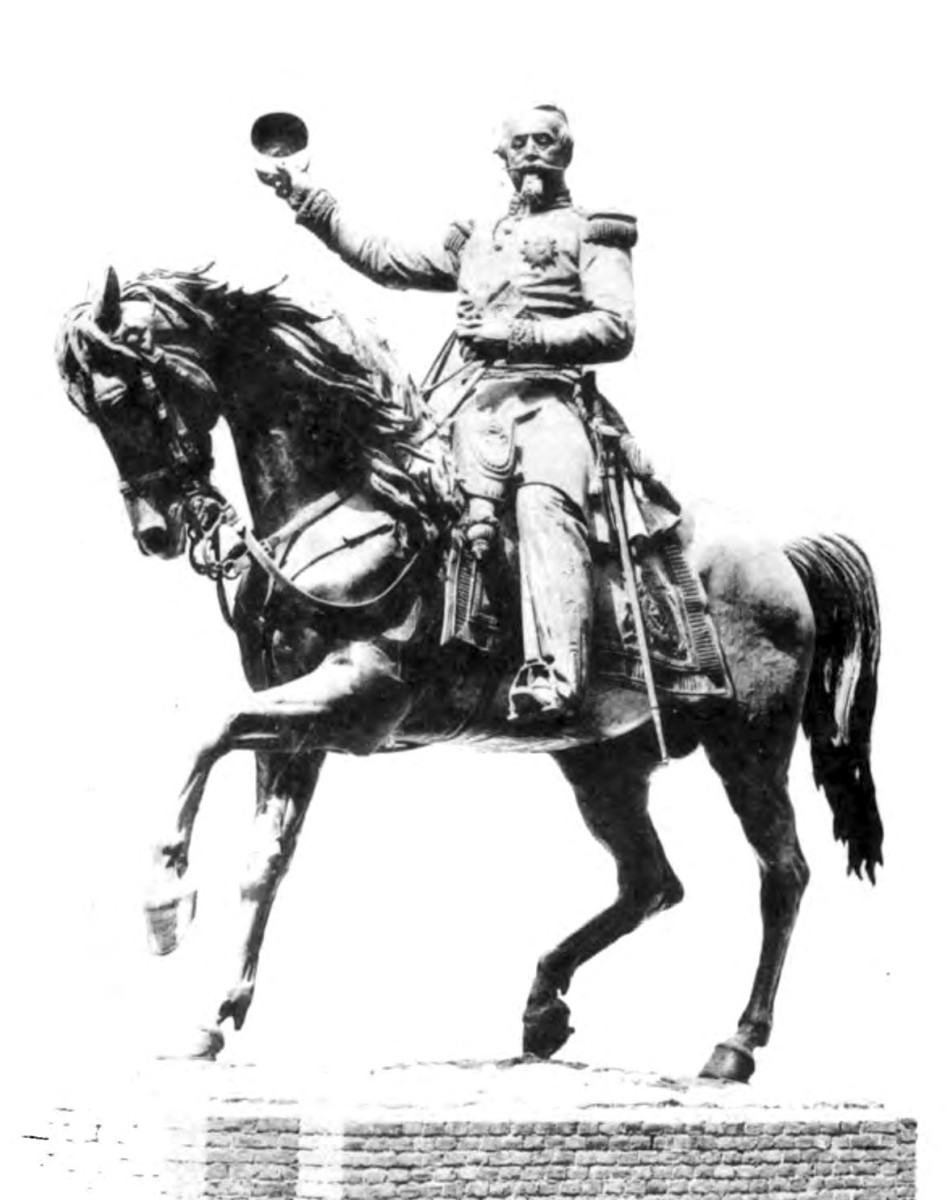
La statua di Napoleone III posta nel cortile del palazzo del Senato di Milano

In occasione dell'Esposizione Nazionale del 1881 tenuta a Milano, la statua venne collocata nel padiglione delle belle arti nel cortile del Palazzo del Senato. 
(Camillo Boito, 1881)
(L. con Quinto Cenni)
Al termine dell'esposizione la statua rimase nel cortile. Durante il resto del mandato del sindaco Bellinzaghi, per evitare nuovi scontri con i radicali milanesi, non si parlò più del monumento.
Gaetano Negri, dal 1884 nuovo sindaco di Milano, nel 1886 riprese la questione in occasione delle discussioni del nuovo piano regolatore. I periodici democratici si dichiararono contrari e la statua di Napoleone III monopolizzò il dibattito politico. Felice Cavallotti pubblicò un invito a vigilare affinché fosse confinata nel cortile, lasciando intendere che non era escluso l'uso della forza per impedirne una diversa collocazione; ciò provocò una reazione del repubblicano Dario Papa che riconosceva ai sottoscrittori il diritto di vedere completata l'opera. Un comitato, formato da Cavallotti, Giuseppe Missori, Carlo Antongini e Ergisto Bezzi, comunicò al sindaco Negri che la collocazione del monumento avrebbe provocato gravi disordini; il sindaco però si assunse ogni responsabilità.
Nel 1886 i due bassorilievi per il basamento, completati nel 1885, furono esposti alla rassegna inaugurale della Società per le Belle Arti ed Esposizione Permanente.
Il 29 dicembre 1886 ci fu un'animata riunione del Consiglio comunale per l'accettazione ufficiale del monumento, dato che tutte le parti del basamento erano state completate. Venne però stabilita l'aggiunta di un sottobasamento su cui porre lastre in bronzo con i nomi dei caduti francesi nella campagna d'Italia del 1859; su consiglio dell'architetto Luca Beltrami, per la collocazione definitiva venne stabilito lo spazio allora occupato dalla Piazza d'Armi. La Piazza d'Armi, posta nello spazio tra il Castello Sforzesco e l'Arco della Pace, era probabilmente stata scelta da Beltrami in quanto vicina al luogo dell'ingresso trionfale del 1859; doveva essere ceduta dall'autorità militare al comune per diventare un parco pubblico (Parco Sempione). Dopo l'approvazione della proposta del sindaco, i consiglieri radicali Carlo Antongini, Napoleone Perelli e Giuseppe Cristoforo Ferrario si dimisero per protesta.

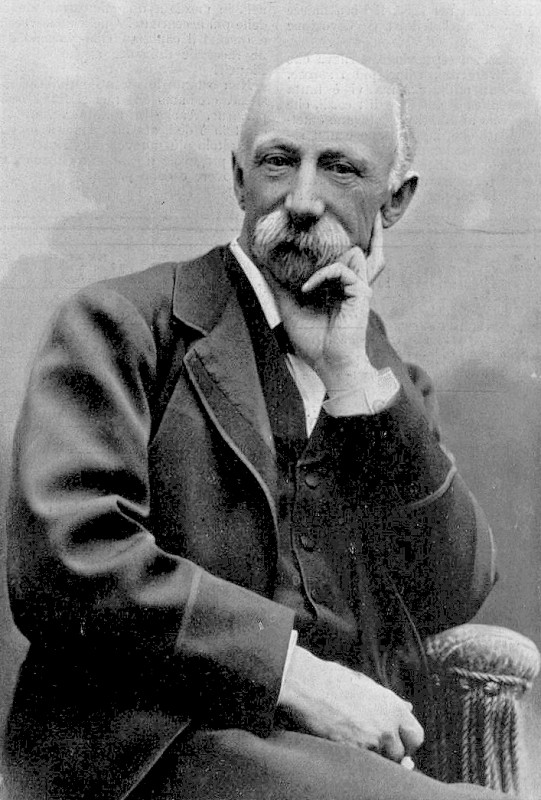
Il sindaco Gaetano Negri
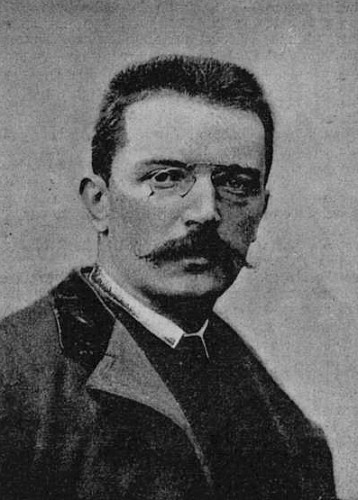
L'architetto Luca Beltrami
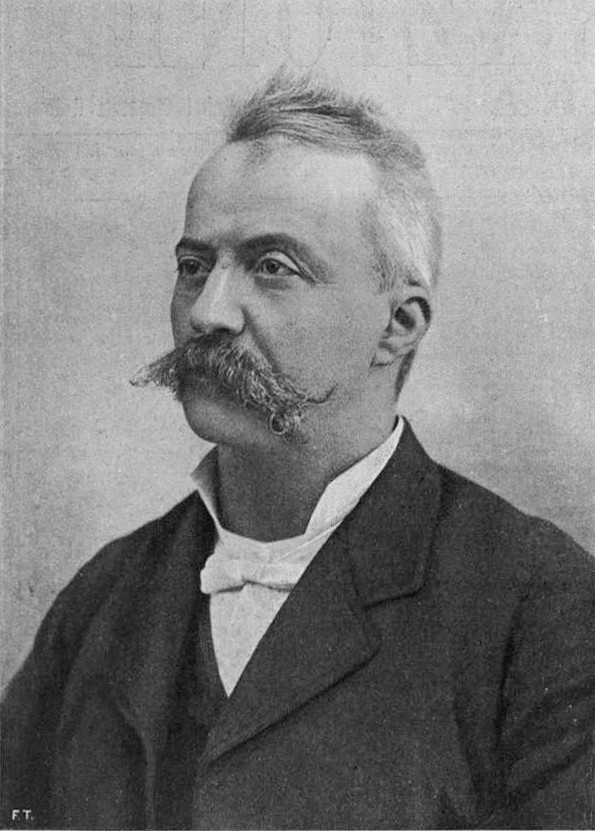
Felice Cavallotti

Nonostante le delibere, non ci fu alcuna fretta per completare il monumento; non è chiaro se ciò fu dovuto al timore di disordini, ad una precauzione diplomatica verso l'Impero austro-ungarico per il rinnovo della Triplice alleanza oppure all'influenza dei vertici della massoneria su Crispi, ministro degli Interni nel governo Depretis.
(Adriano Lemmi a Felice Cavallotti, 10 luglio 1887)
Dalle successive elezioni del 1889 l'amministrazione ebbe tra i propri membri anche alcuni radicali e la questione del monumento fu accantonata. Solo durante lo stato d'assedio di Milano, stabilito in conseguenza dei moti del maggio 1898, venne suggerito che il generale Bava Beccaris avrebbe potuto imporre lo spostamento della statua, ma il generale rispose che era un argomento di cui si doveva occupare l'amministrazione comunale.
A dicembre dello stesso anno 1898, dato che tutte le parti del sottobasamento erano completate, venne presentata al Consiglio comunale una relazione da parte dei «superstiti» della Commissione con indicazione di tutte le spese sostenute e il riepilogo di tutte le decisioni assunte. Considerando le sottoscrizioni e gli interessi maturati negli anni, al 1º gennaio 1898 rimanevano a disposizione lire 16873,51. La relazione fu compilata dal ragioniere Ausano Labadini, volontario con Garibaldi nel 1860 e di nuovo volontario nel 1866, che in seguito si dedicò «con tutte le sue forze ad un vero apostolato di propaganda a pro del monumento a Napoleone III».
| Voce di spesa                                            | Importo    |
| -------------------------------------------------------- | ---------- |
| Modelli per la fusione in bronzo                         |            |
| – Per la statua                                          | 38 000,00  |
| – Per i bassorilievi storici                             | 9 000,00   |
| – Per 110 lastre con nominativi, 8 corone e 2 iscrizioni | 4 500,00   |
| Fusioni in bronzo                                        |            |
| – Per la statua                                          | 82 055,90  |
| – Per i bassorilievi storici                             | 16 000,00  |
| – Per 110 lastre con nominativi, 8 corone e 2 iscrizioni | 13 500,00  |
| Basamento e sottobasamento                               |            |
| – Progetto                                               | 1 742,70   |
| – Fornitura materiali                                    | 85 435,70  |
| Varie                                                    |            |
| – Spedizioni, trasporti e collaudi                       | 17 525,55  |
| – Spese per contratti e per fotografie del monumento     | 2 469,50   |
|                                                          |            |
| Totale spese                                             | 270 247,35 |

Le elezioni comunali del 1899 portarono a una diversa amministrazione sostenuta da radicali, repubblicani e socialisti con l'esclusione dei moderati; la statua rimase perciò al Palazzo del Senato e le altre parti vennero «accatastate nel gran cortile del Castello Sforzesco in un capannone addossato ad una delle cortine».
Nel 1906 venne organizzata nella sala della Rocchetta al Castello Sforzesco un convegno dei veterani delle guerre d'indipendenza e vennero esposti i bronzi laterali del monumento, la lastra con il proclama e le otto corone bronzee con i nomi dei generali e dei colonnelli francesi.
Con la preparazione delle celebrazioni nel 1909 per il 50º anniversario della seconda guerra d'indipendenza, ci furono nuove discussioni sul posizionamento del monumento. L'opposizione alla sua realizzazione si ripresentò tramite un telegramma di sedici senatori della Terza Repubblica francese e tramite minacce al sindaco Ettore Ponti di «fatti gravissimi e violenti», tanto che egli si dimise dal comitato per le celebrazioni il 22 dicembre 1908. Il 9 giugno 1909 durante la commemorazione della battaglia di Magenta ci fu un ricordo anche per Napoleone III e durante una sfilata di fronte al monumento a Vittorio Emanuele II «rivoluzionari e anarchici» passarono con le bandiere capovolte per protesta.

### La definitiva collocazione nel 1927

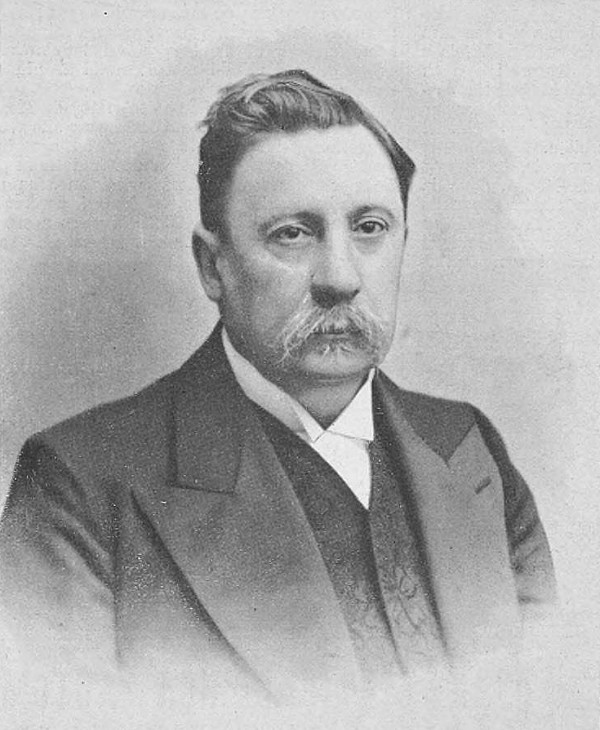
Luigi Mangiagalli

Le successive amministrazioni (dal 1914 a guida socialista con i sindaci Emilio Caldara e Angelo Filippetti) non si occuparono del monumento.
Fu solo durante il mandato del sindaco Luigi Mangiagalli, radicale passato al fascismo, che la scultura trovò una collocazione definitiva. Nella riunione del 14 dicembre 1925, su invito della Giunta, il Consiglio comunale stabilì, anche se con qualche opposizione, di posizionarla al Parco Sempione, sul rilievo chiamato "monte Tordo" (in contrapposizione al "monte Merlo" dei giardini pubblici).
È ormai tempo di ricostituire l'opera d'arte nella sua interezza e di completarla infiggendo nel basamento di granito le lastrine di bronzo portanti i nomi dei francesi caduti nella campagna d'Italia del 1859 ed inquadrandola infine in uno sfondo che sia intonato alla solenne grandiosità del pensiero dell'artista che la ideò e la fuse nel bronzo.»
Le varie parti vennero trasportate e montate tra il 26 e il 27 febbraio 1927; non ci fu alcuna inaugurazione ufficiale.
Nello stesso anno Luca Beltrami, uno dei principali sostenitori della realizzazione del monumento, pubblicò un piccolo libro con le vicende della statua di Napoleone III tra il 1881 e il 1926.

## Descrizione

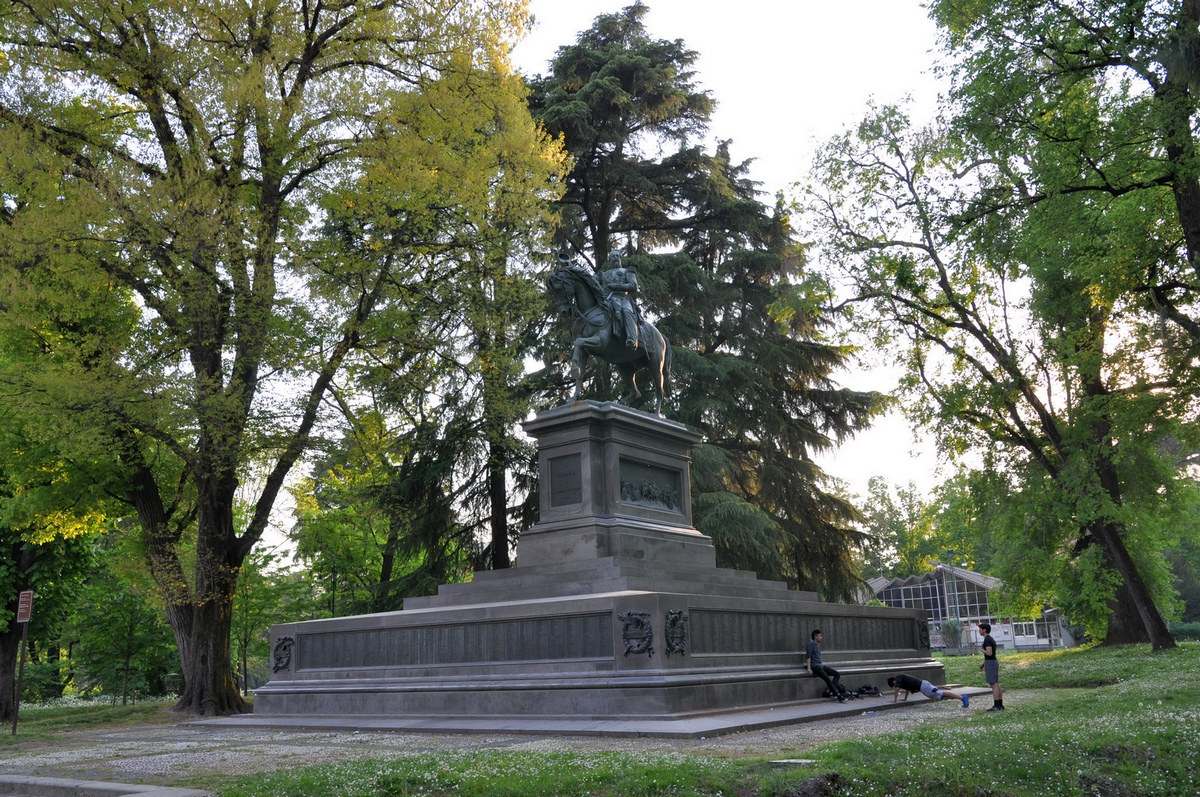
Il monumento

Il monumento è costituito da una statua equestre colossale posta su un basamento, a sua volta posto su un ampio sottobasamento quadrangolare.

### La statua
La statua rappresenta l'imperatore Napoleone III a cavallo, in uniforme militare, all'ingresso in Milano l'8 giugno 1859.
Posa simile è raffigurata anche in un affresco all'interno della torre monumentale di San Martino della Battaglia.

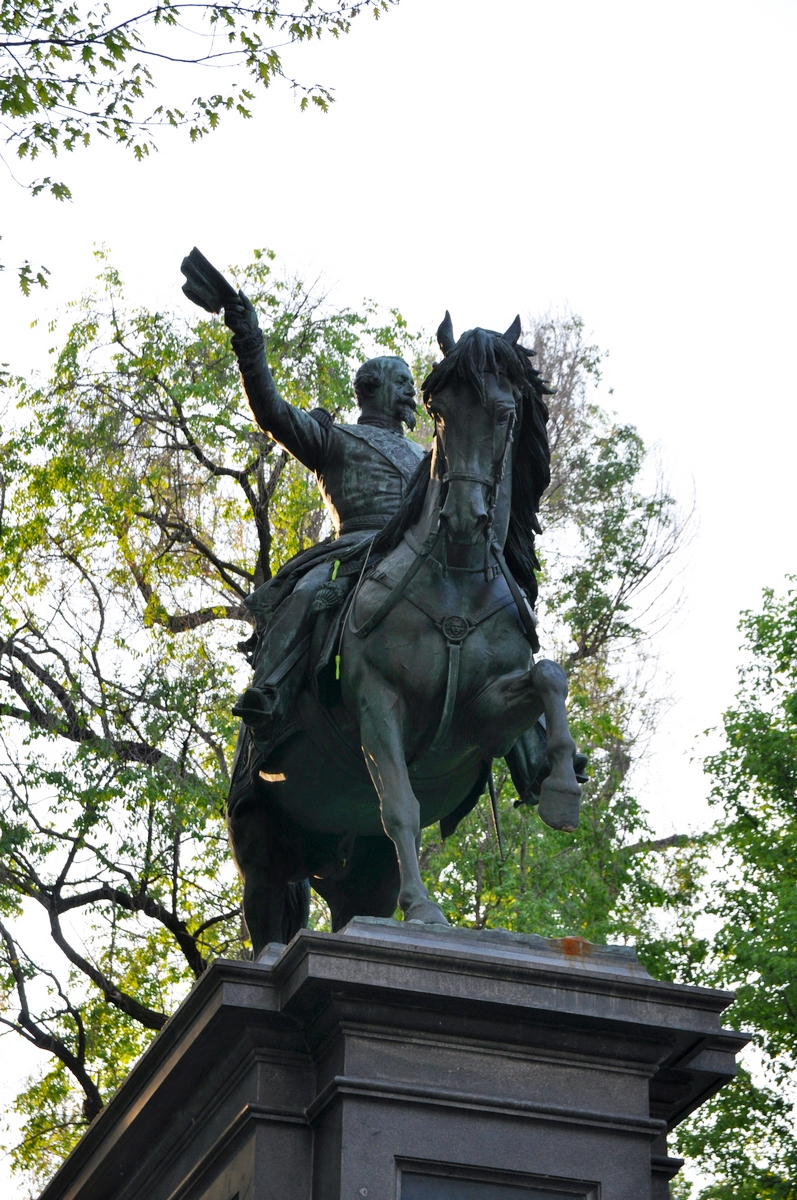
Statua di Napoleone III
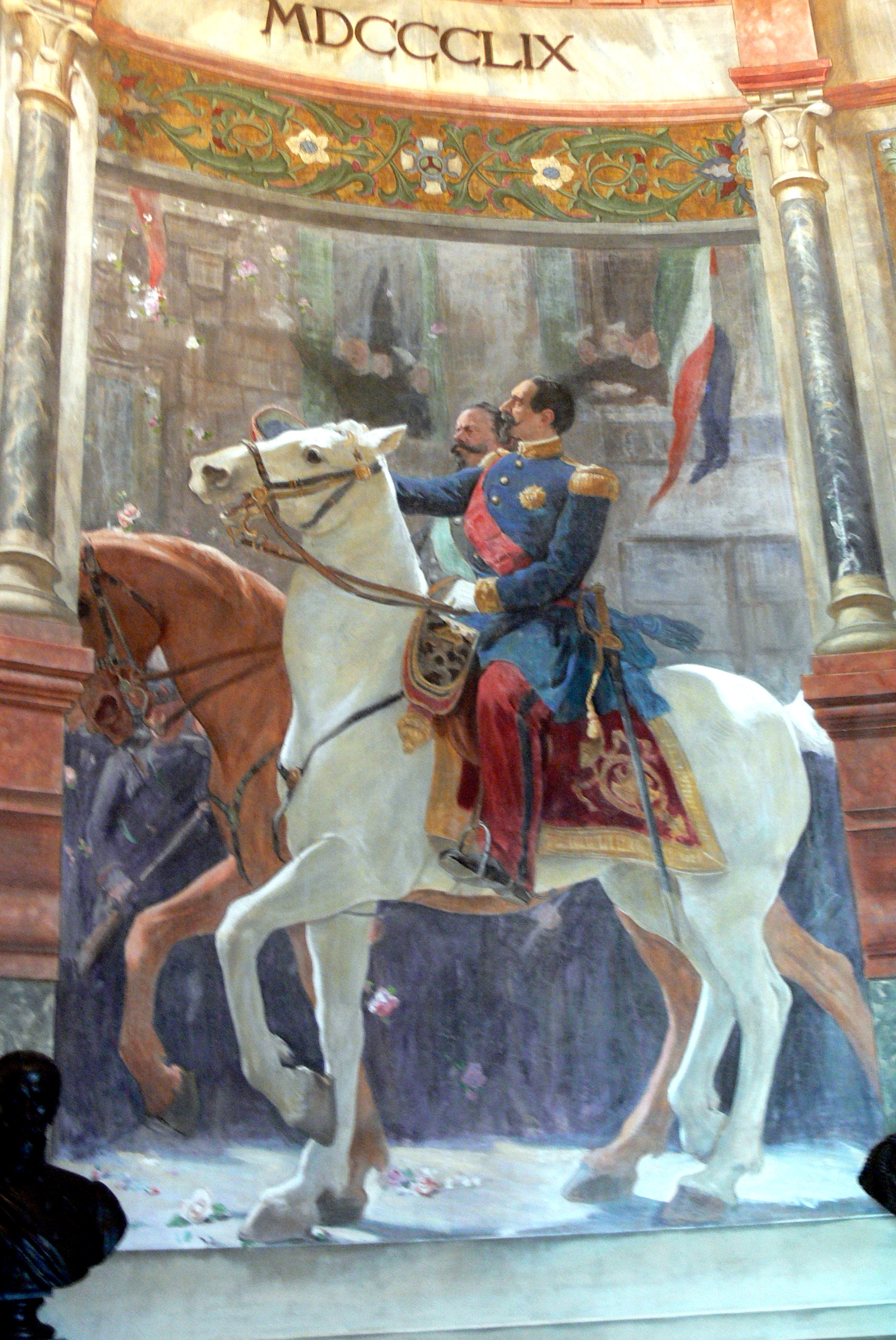
Affresco nella torre monumentale a San Martino della Battaglia

Il gruppo è alto 5,23 metri (alla sommità del berretto) e lungo 5,37 metri (dalla testa alla coda del cavallo). Per la sua realizzazione furono utilizzate circa 8 tonnellate di bronzo composto al 78,25% da rame, al 18% da zinco e al 3,75% da stagno.
La fusione fu realizzata in 3 parti con la tecnica a cera persa dalla fonderia dei fratelli Pietro e Leopoldo Galli di Firenze sul modello di Barzaghi.

### Il basamento

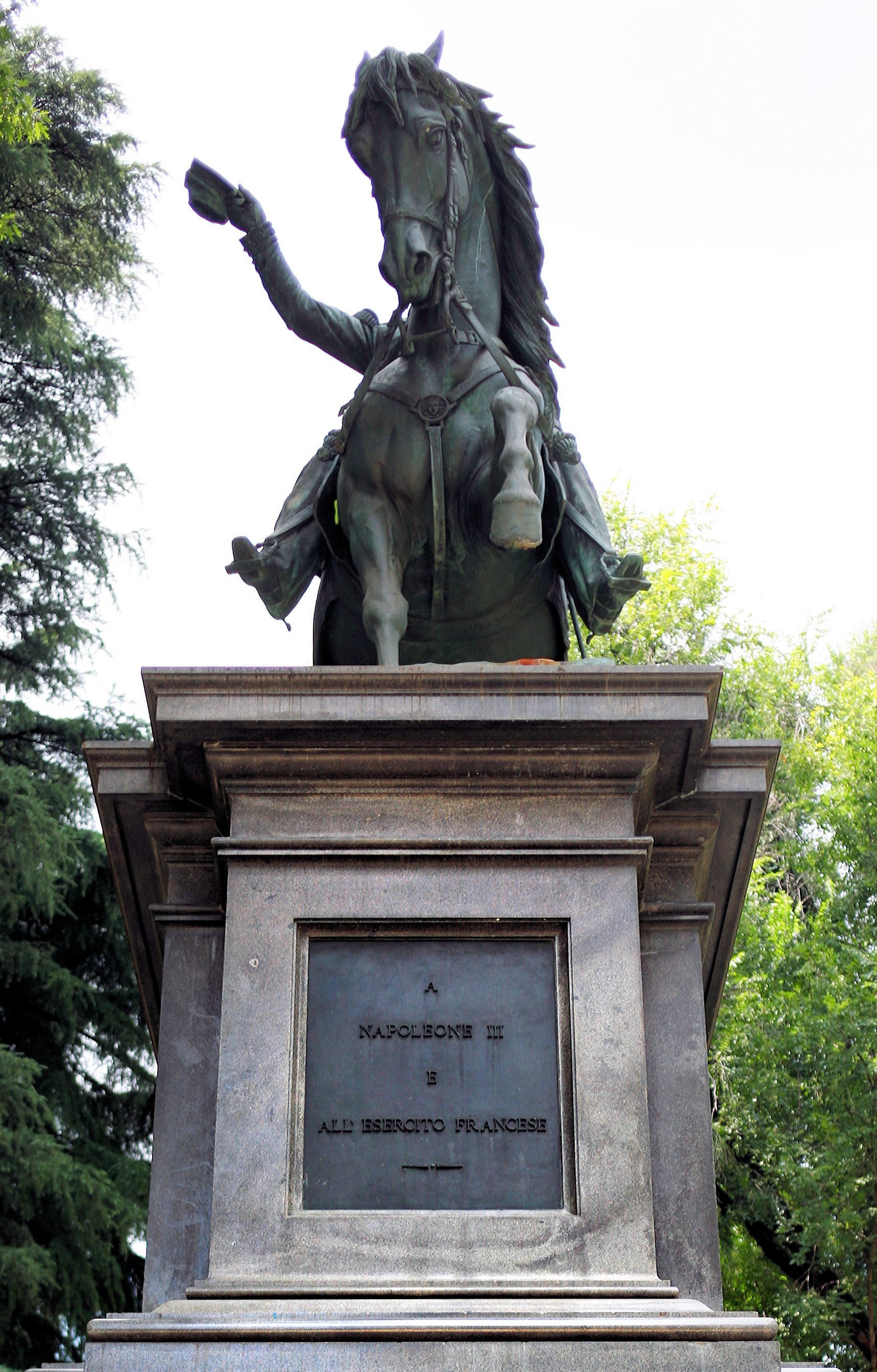
Dedica a Napoleone III e all'Esercito Francese

Il basamento è in sienite della Balma; è alto 3,89 metri, largo 6,67 metri e lungo 8,94 metri. Sul fronte è posta una lastra in bronzo con la dedica «A / Napoleone III / e / all'esercito francese», mentre quella posteriore contiene un estratto del proclama dell'imperatore ai milanesi dopo la battaglia di Magenta.
NAPOLEONE.
Fatto dal Quartiere Imperiale di Milano 
 8 giugno 1859»

Ai lati del basamento sono posti due bassorilievi in bronzo, opera di Antonio Bezzola, ognuno di altezza di 1,14 metri e larghezza di 2,82 metri. Il bassorilievo a destra ricorda la battaglia di Magenta coll'assalto degli Zuavi e dei cacciatori di Vincennes; l'artiglieria austriaca appostata allo sbocco della strada di là dalla stacconata della stazione è coperta dal fumo; il generale Espinasse è colpito durante l'assalto. Il bassorilievo per il lato sinistro raffigura l'ingresso di Vittorio Emanuele e di Napoleone III in Milano da Porta Sempione con acclamazione da parte dei milanesi. In contrasto con la statua, in quest'ultimo bassorilievo è Vittorio Emanuele II a protendere il berretto per salutare la folla.

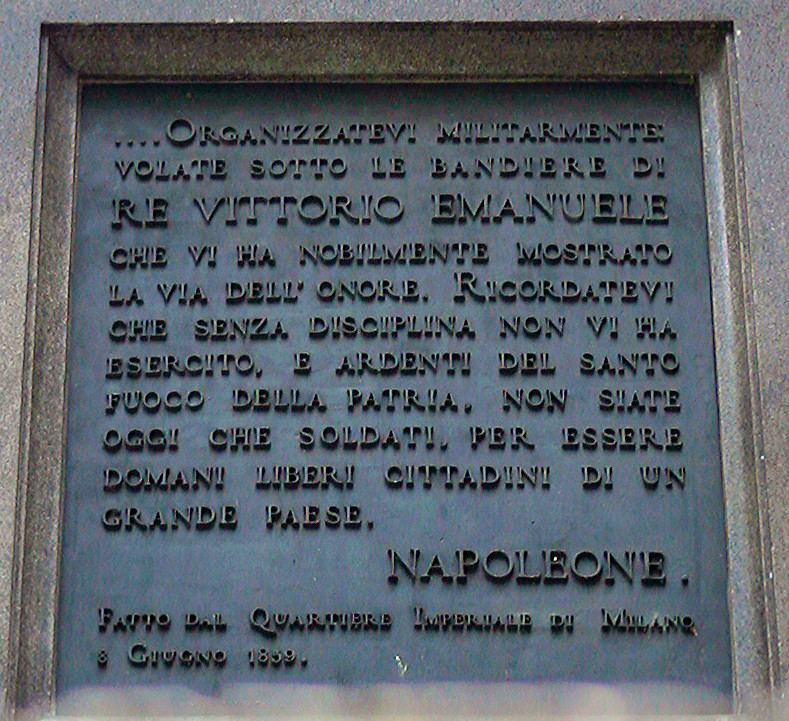
Estratto dal proclama
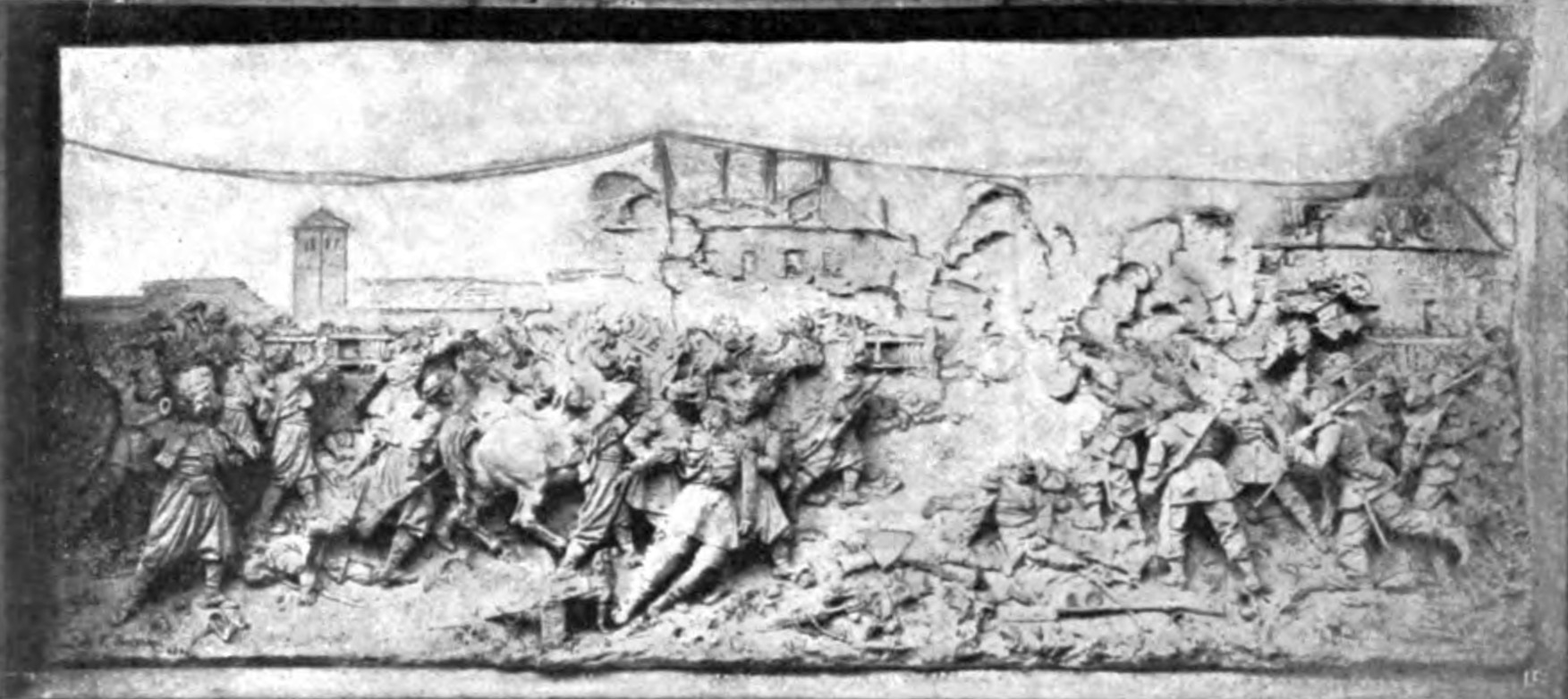
Bassorilievo della battaglia di Magenta
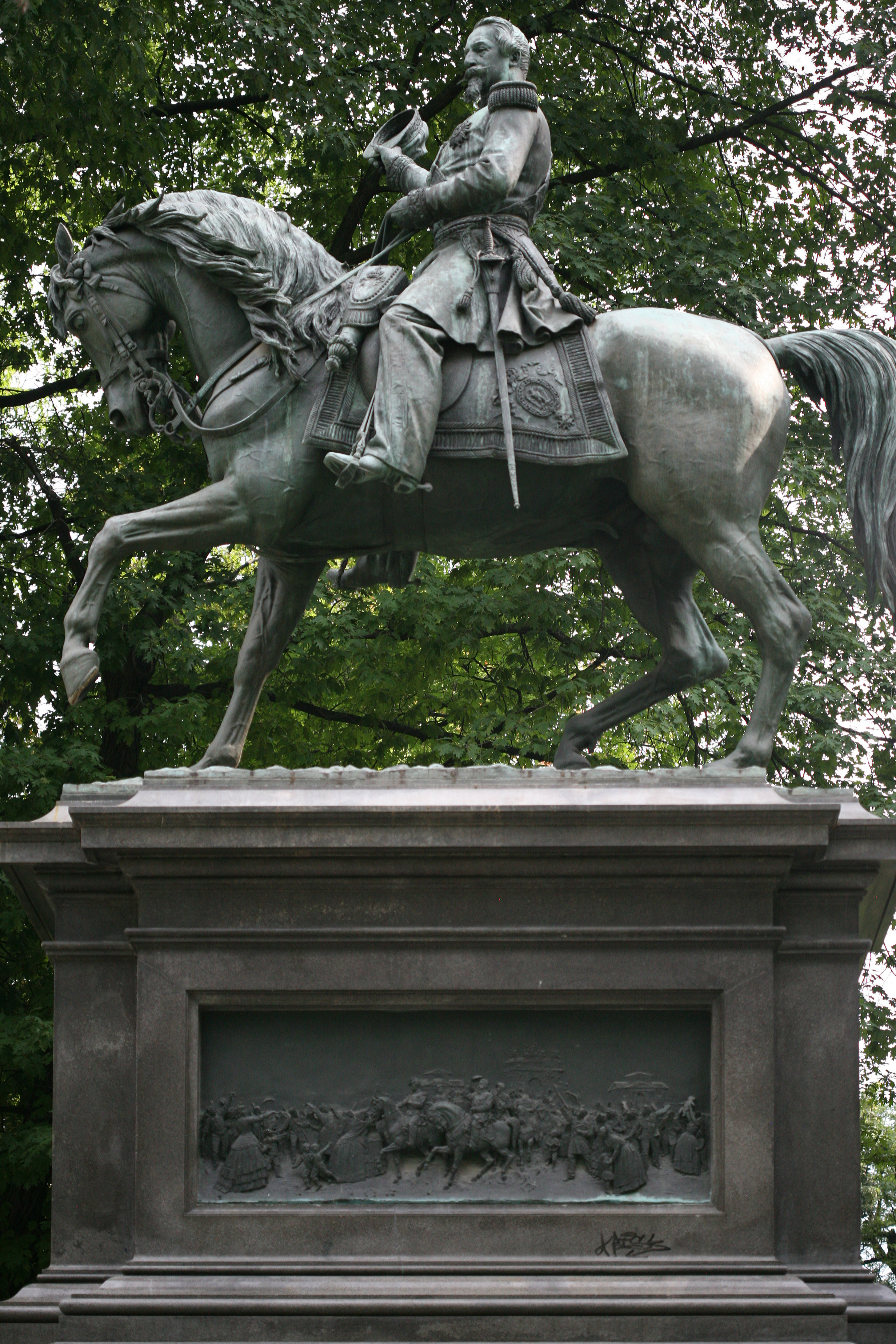
Fianco sinistro con bassorilievo dell'ingresso a Milano
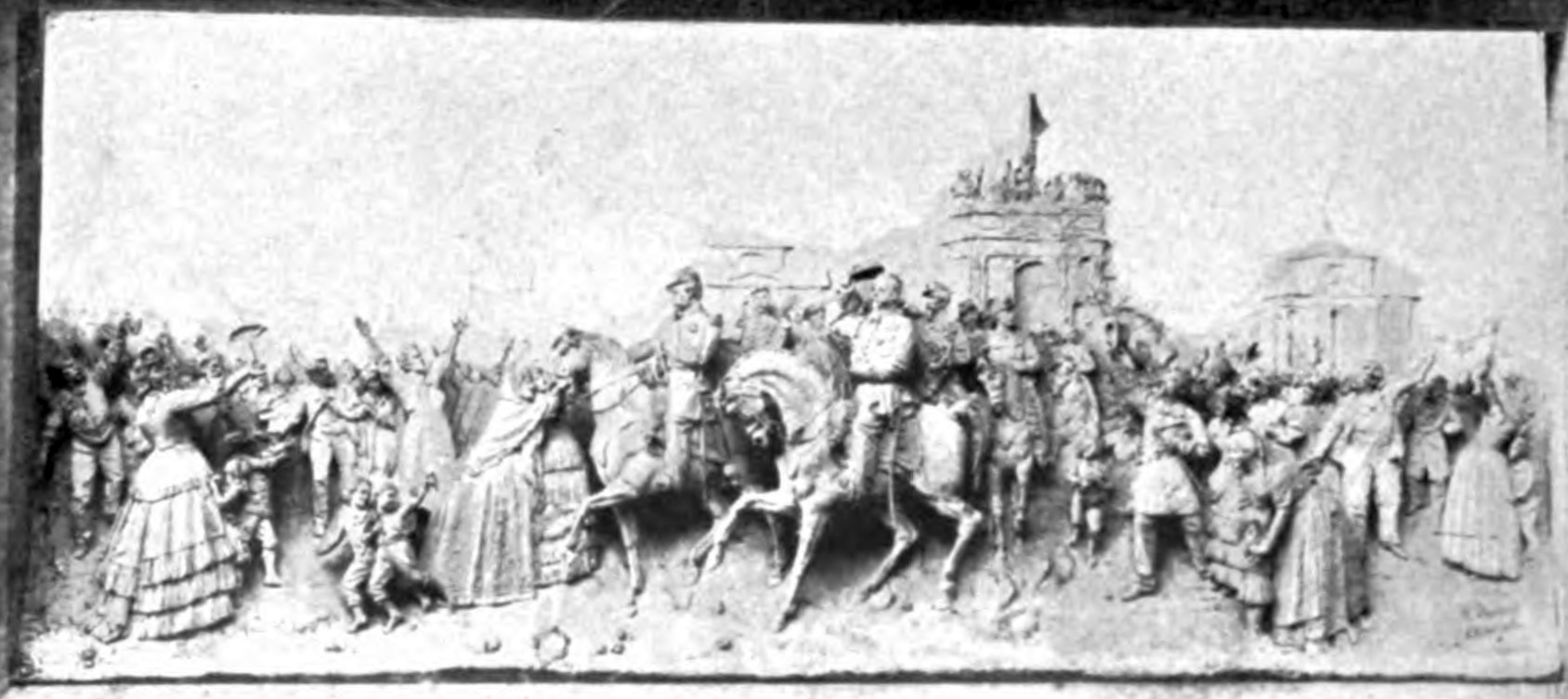
Bassoriliervo dell'ingresso a Milano

Il basamento comprende alla base tre gradini in sienite della Balma, ognuno alto 28 centimetri.

### Il sottobasamento

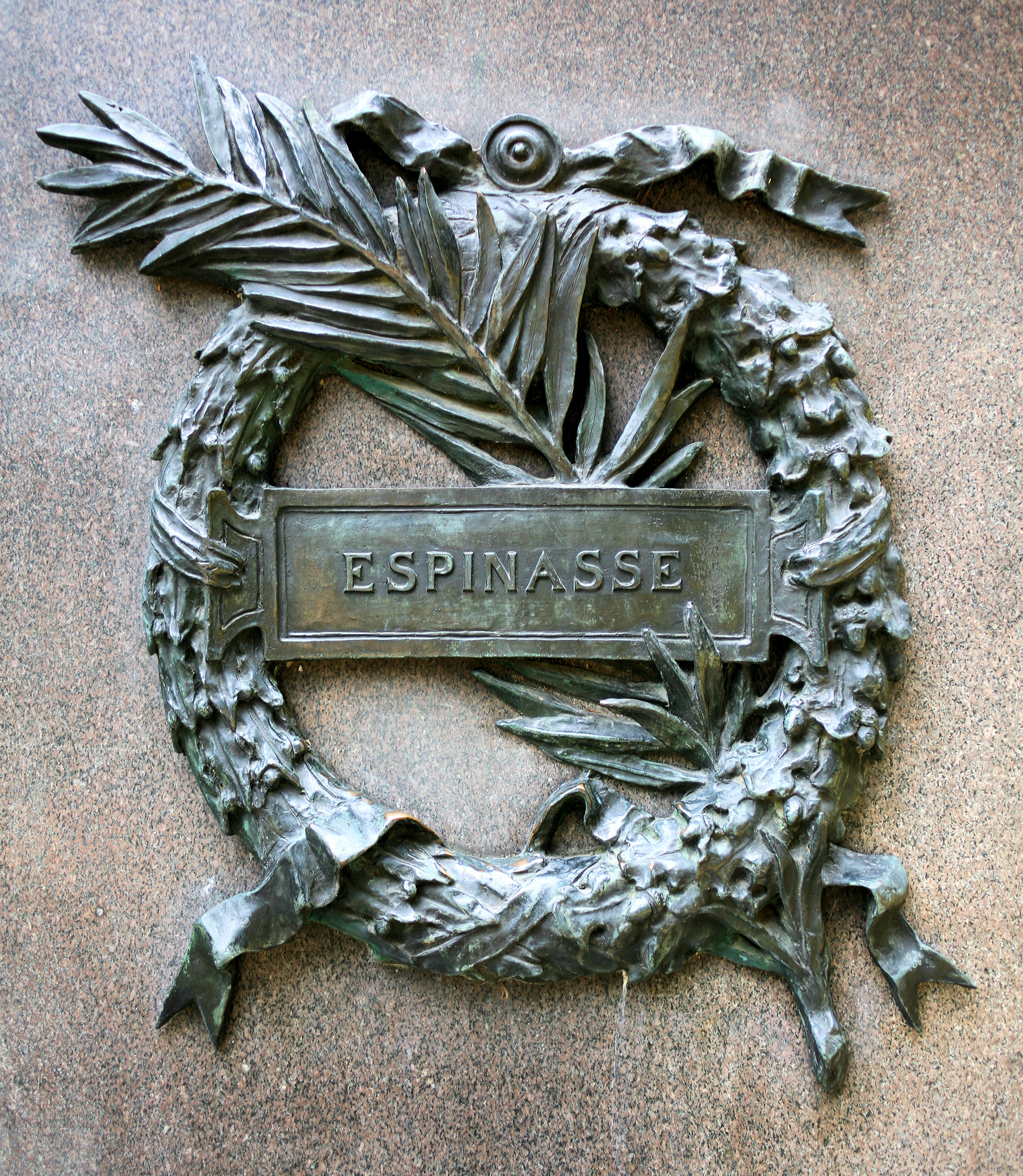
Corona dedicata al generale Espinasse

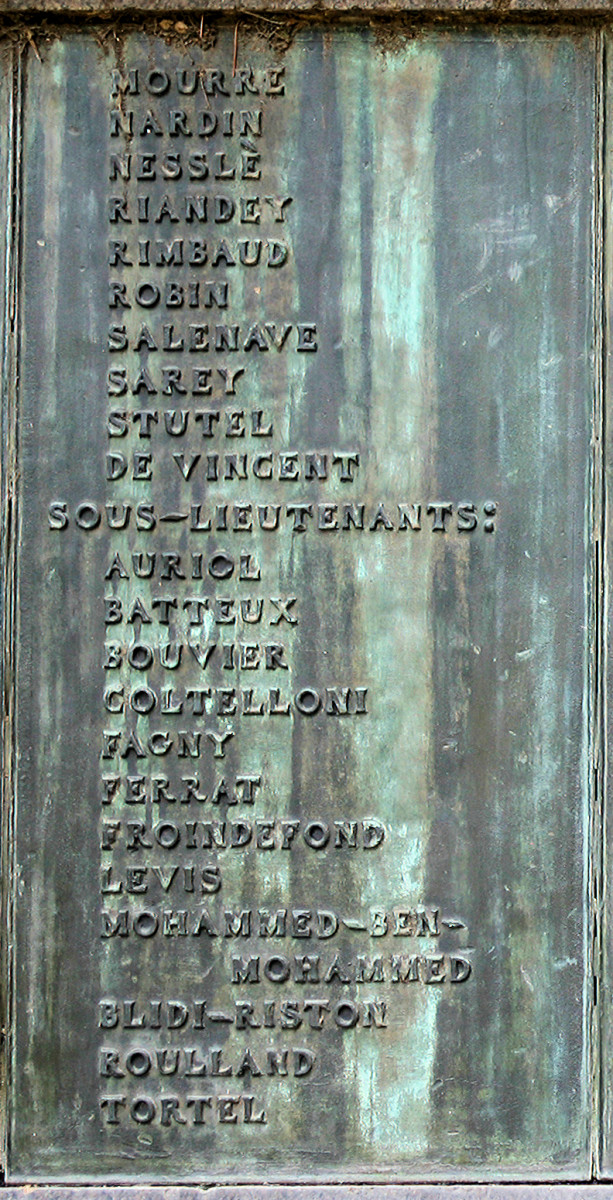
Una delle lastre in bronzo

Il sottobasamento è alto 1,80 metri, largo 11,93 metri e lungo 14 metri. Fu realizzato in sienite della Balma e granito rosso di Baveno.
Sui quattro lati sono poste le 110 lastre in bronzo con i nomi dei caduti delle truppe francesi (31 lastre su ognuno dei lati lunghi e 24 su ognuno dei lati corti); ogni lastra ha forma rettangolare ed è alta 73 centimetri e larga 37 centimetri. I cognomi mostrano la varietà di origine dei combattenti nelle truppe francesi, compresi alcuni italiani e alcuni magrebini.
Alle estremità di ogni lato sono inserite corone in bronzo (otto in totale). Ogni corona ha altezza complessiva di 73 centimetri e larghezza di 63 centimetri; nella targa al centro è riportato il cognome di un generale o di un colonnello caduto durante la campagna militare del 1859.
- Charles Auger, generale, ferito nella battaglia di Solferino e morto dopo pochi giorni
- Georges Beuret, generale, morto nella battaglia di Montebello
- Gustave Cler, generale, morto nella battaglia di Magenta
- Alphonse Robert Denis de Senneville, colonnello, morto nella battaglia di Magenta
- Charles-Prosper Dieu, generale, morto per le ferite riportate nella battaglia di Solferino
- Charles-Marie-Esprit Espinasse, generale, morto nella battaglia di Magenta
- Hippolyte Adolphe Laure, colonnello, morto nella battaglia di Solferino
- Eugene Jacques Charles Paulze d'Ivoy, colonnello, morto nella battaglia di Melegnano

In totale sul monumento sono ricordati 2548 nominativi.
| Grado                           | Nominativi |
| ------------------------------- | ---------- |
| Generale di divisione           | 2          |
| Generale di brigata             | 3          |
| Colonnello                      | 14         |
| Luogotenente colonnello         | 13         |
| Capo di battaglione o squadrone | 27         |
| Capitano                        | 99         |
| Luogotenente                    | 71         |
| Sottotenente                    | 78         |
| Aiutante sottufficiale          | 6          |
| Sergente maggiore               | 46         |
| Sergente                        | 204        |
| Caporale                        | 261        |
| Soldato                         | 1 724      |
|                                 |            |
| Totale                          | 2 548      |

## Eventi e restauro
Il 1º maggio 1927 in prossimità del monumento ci fu un attentato, senza vittime e senza danni; ne fu ritenuto responsabile Giobbe Giopp, condannato a 5 anni di confino da scontare a Ponza.
Nel gennaio 1932 fu sottratta la corona in bronzo dedicata al colonnello Denis de Senneville; fu ripristinata nel 1938 per volontà del console francese, dopo alcune difficoltà nell'identificare il nome del colonnello.
Tra il maggio 2014 e il gennaio 2015 venne realizzato un restauro del monumento con rimozione di prodotti di corrosione del bronzo; venne sistemato anche un difetto di fusione presente su una zampa del cavallo. Fu inoltre ripulito il basamento in granito.